# بلمورل، نیوبرانزویک
بلمورل، نیوبرانزویک (به انگلیسی: Balmoral, New Brunswick) یک منطقهٔ مسکونی در کانادا است که در نیوبرانزویک واقع شده‌است. بلمورل ۱٬۷۱۹ نفر جمعیت دارد.